# Minister za pravosodje Republike Slovenije
Minister za pravosodje Republike Slovenije je politični vodja Ministrstva za pravosodje Republike Slovenije, ki ga predlaga predsednik Vlade Republike Slovenije in imenuje Državni zbor Republike Slovenije ter je po Zakonu o Vladi Republike Slovenije član Vlade Republike Slovenije.
Trenutno položaj zaseda Andreja Katič.

## Položaj v Evropski uniji
Minister za pravosodje je član Sveta Evropske unije za notranje zadeve in pravosodje (JHA), ki predstavlja eno od oblik Sveta Evropske unije.

## Seznam
Seznam oseb, ki so opravljale funkcijo ministra za pravosodje.

### Republiški sekretar za pravosodje in upravo Republike Slovenije
1. vlada Republike Slovenije
- Rajko Pirnat (16. maj 1990 – 14. maj 1992)[3]

### Minister za pravosodje in upravo Republike Slovenije
2. vlada Republike Slovenije
- Miha Kozinc (14. maj 1992 – 25. januar 1993)[3]

### Minister za pravosodje Republike Slovenije
3. vlada Republike Slovenije
- Miha Kozinc (25. januar 1993 – razrešen 19. julija 1994)[3]
- Metka Zupančič (19. julij 1994 – 27. februar 1997)[3]

4. vlada Republike Slovenije
- Tomaž Marušič (27. februar 1997 – 7. junij 2000)[3]

5. vlada Republike Slovenije
- Barbara Brezigar (7. junij 2000 – 30. november 2000)[3]

6. vlada Republike Slovenije
- Ivan Bizjak (30. november 2000 – 19. december 2002)[3]

7. vlada Republike Slovenije
- Ivan Bizjak (19. december 2002 – 20. april 2004)[3]
- Zdenka Cerar (20. april 2004 – 3. december 2004)[3]

8. vlada Republike Slovenije
- Lovro Šturm (imenovan 3. decembra 2004[4] – razrešen 7. novembra 2008[5])

9. vlada Republike Slovenije
- Aleš Zalar (imenovan 21. novembra 2008[6] – razrešen 20. septembra 2011[7])

### Minister za pravosodje in javno upravo Republike Slovenije
10. vlada Republike Slovenije
- Senko Pličanič (imenovan 10. februarja 2012[8] – odstopil 24. januarja 2013[9])
- Zvonko Černač (začasno pooblaščen 1. februarja 2013[10] – razrešen 27. februarja 2013[11])

### Minister za pravosodje Republike Slovenije
11. vlada Republike Slovenije
- Senko Pličanič (imenovan 20. marca 2013[12] – razrešen 18. septembra 2014[13])

12. vlada Republike Slovenije
- Goran Klemenčič (imenovan 18. septembra 2014[13] – razrešen 13. septembra 2018)

13. vlada Republike Slovenije
- Andreja Katič (imenovana 13. septembra 2018 – 13. marec 2020)

14. vlada Republike Slovenije
- Lilijana Kozlovič (13. marec 2020 – 27. maj 2021)
- Marjan Dikaučič (15. junij 2021 – 1. junij 2022)[14]

15. vlada Republike Slovenije
- Dominika Švarc Pipan (1. junij 2022 – odstopila 5. februarja 2024; v. d. do 5. marca 2024)
- Andreja Katič (5. marec 2024 – )